# Asha Banks
Asha Alice Banks (nascida a 26 de novembro de 2003) é uma atriz e cantora inglesa. Começou a sua carreira como atriz infantil no teatro West End . Tendo feito a sua estreia no cinema em A Flauta Mágica (2022). Na televisão, é conhecida pelo seu papel na série da BBC Three, A Good Girl's Guide to Murder (2024) (BR: Manual de Assassinato para Boas Garotas; PT: O Homicídio Perfeito: Um Guia para Boas Raparigas).

## Início de Vida
Asha Banks nasceu em St Albans, Hertfordshire, sendo filha de Sophie e Duncan, possuindo ainda um irmão mais velho. Frequentou a escola primária de Abbey  e depois a escola Parmiter's em Garston. Ela teve aulas de teatro aos sábados na Top Hat Stage School  e participou na MX Masterclass de Michael Xavier aos domingos,  da qual agora é patrocinadora. 

## Carreira
Asha fez a sua estreia na televisão em 2011 com papéis menores em EastEnders e Call the Midwife, ambos na BBC One. Tinha apenas sete ou oito anos quando foi escolhida para interpretar a jovem Éponine no musical de longa duração Les Misérables no Queen's Theatre em 2012, marcando a sua estreia no Teatro West End.  Ela apareceu também nas apresentações de 1984 nos Teatros Almeida e Playhouse em 2014.
Em 2015 participou na turné de Annie pelo Reino Unido , interpretando a órfã mais velha, Duffy. Juntou-se à produção de West End theatre de Charlie and the Chocolate Factory no Theatre Royal, Drury Lane como Violet Beauregarde antes de seu encerramento em 2017. Ela alternou entre os papéis de Pandora Braithwaite na produção off-West End de 2017 de The Secret Diary of Adrian Mole Aged 13¾ na Menier Chocolate Factory  e Lisa James em The Boy in the Dress no Royal Shakespeare Theatre em Stratford-upon-Avon em 2019. 
Em 2021, interpretou Thea na remontagem londrina de Spring Awakening no Almeida Theatre. Tendo também sido substituta em Wendla, de Amara Okereke.  Asha fez parte do elenco de A Flauta Mágica, um filme musical alemão, interpretando a Princesa Pamina, marcando assim a sua estreia no cinema.  O filme estreou no Festival de Cinema de Zurique de 2022 e teve um grande lançamento em 2023. Retornou à televisão em 2022 com um papel recorrente como Brooke no drama adolescente Rebel Cheer Squad, do BBC iPlayer, um spinoff de Get Even .
Em 2024, fez parte do elenco da adaptação da BBC Three de A Good Girl's Guide to Murder, onde interpretou o papel de Cara Ward, melhor amiga da protagonista, tendo também atuado ao lado de Matthew Broome no filme My Fault: London da Amazon Prime, uma versão em inglês do filme espanhol Culpa mía.

## Filmografia
| Ano  | Título                                  | Papel            | Notas              |
| ---- | --------------------------------------- | ---------------- | ------------------ |
| 2011 | EastEnders                              | Vários           | 4 episódios        |
| 2011 | Ligue para a parteira                   | Garota Espanhola | 1 episódio         |
| 2012 | Confus[(ion) (ed)]                      | Irmã             | Curta-metragem     |
| 2014 | Blue                                    | Jessica          | Curta-metragem     |
| 2022 | Claques Rebeldes: Uma Série Get Even    | Brooke           | 5 episódios        |
| 2022 | A Flauta Mágica                         | Princesa Pamina  |                    |
| 2024 | Manual de Assassinato para Boas Garotas | Cara Ward        | Papel principal    |
| 2025 | Minha Culpa: Londres                    | Noah             | Filme Amazon Prime |

## Teatro
| Ano       | Título                             | Papel                    | Notas                                           |
| --------- | ---------------------------------- | ------------------------ | ----------------------------------------------- |
| 2012      | Os Miseráveis                      | Jovem Eponine            | Teatro da Rainha, Londres                       |
| 2014      | 1984                               | Criança Parsons          | Almeida Theatre / Playhouse Theatre, Londres    |
| 2015      | Annie                              | Duffy                    | Turnê pelo Reino Unido                          |
| 2016–2017 | Charlie e a Fábrica de Chocolate   | Violet Beauregarde       | Teatro Royal, Drury Lane                        |
| 2017      | O Diário Secreto de um Adolescente | Pandora Braithwaite      | Fábrica de Chocolate Menier, Londres            |
| 2019      | O menino do vestido                | Lisa James               | Teatro Real de Shakespeare, Stratford-upon-Avon |
| 2021      | Despertar da Primavera             | Thea / Wendla substituta | Teatro Almeida, Londres                         |

## Links externos
- Asha Banks em IMDb
- Asha Banks em AdoroCinema